# Nicholas Bacon

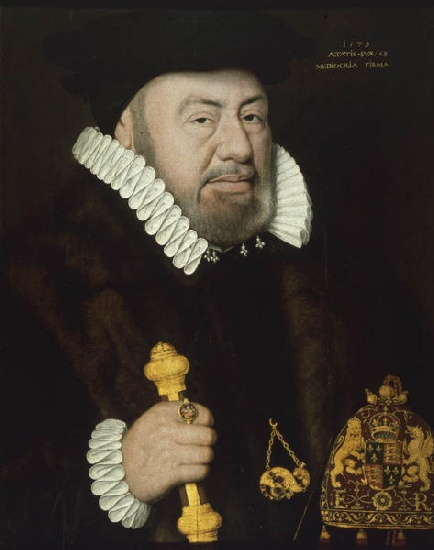
Sir Nicholas Bacon (Unbekannter Künstler, 1579)

Sir Nicholas Bacon (* 28. Dezember 1510 in Chislehurst, England; † 20. Februar 1579 in Gorhambury, England) war ein englischer Anwalt, Richter und Lord Keeper of the Great Seal (Großsiegelbewahrer) und Lordkanzler von England während der Herrschaft Königin Elisabeths I. Er war der Vater von Francis Bacon.

## Leben
Er wurde als der zweite Sohn von Robert Bacon (* 1479) von Drinkstone, Suffolk in Chislehurst geboren. Seine Mutter war die Eleanor Isabella Cage (* 1480). Er hatte noch drei Brüder und fünf Schwestern. Er graduierte 1527 am Corpus Christi College der Universität Cambridge mit dem Bachelor of Arts. Danach verbrachte er einige Zeit in Paris.
Nach seiner Rückkehr aus Frankreich nach England studierte er im Gray’s Inn und wurde 1533 in den Anwaltsstand erhoben. Vier Jahre später begann er sein öffentliches Leben als Anwalt am Vormundschaftsgericht. Er wurde rasch zu einer wichtigen Person, erhielt nach Auflösung von Klöstern durch Heinrich VIII. verschiedene Ländereien und wurde 1545 Parlamentsmitglied für Dartmouth. 1546 wurde er Anwalt des Hofes, eine Arbeit, die ihm sowohl Ehre als auch finanziellen Nutzen einbrachte. 1550 wurde er Richter und 1552 Schatzmeister von Gray’s Inn.
Obwohl seine Sympathien den Protestanten galten, behielt er während der Regentschaft von Mary I. sein Büro im Vormundschaftsgericht, zugleich war aber ein Befehl erlassen worden, dass er England nicht verlassen durfte. Die wichtigste Periode in Bacons Leben begann 1558 mit der Inthronisierung von Königin Elisabeth I. Auf Grund seiner langen und engen Freundschaft mit Sir William Cecil, später Lord Burghley, seinem Schwager, wurde er im Dezember des gleichen Jahres Lord Keeper of the Great Seal (Großsiegelbewahrer). Bald darauf wurde er in den Kronrat berufen sowie im November oder Dezember 1558 als Knight Bachelor in den Adelsstand erhoben. Er war an der Sicherung der Position des Erzbischofs von Canterbury für seinen Freund Matthew Parker beteiligt und präsidierte in seiner offiziellen Eigenschaft während der Eröffnung des Parlaments unter Elisabeth.
Im Gegensatz zu Cecil widersetzte er sich der Kriegspolitik gegenüber Frankreich angesichts der Armut Englands, begünstigte später aber eine engere Verbindung mit ausländischen Protestanten. 1559 wurde er zum Lordkanzler ermächtigt. 1564 fiel er vorübergehend am Hofe in Ungnade, da Elizabeth ihn verdächtigte, an der Publikation des Pamphletes von John Hales, A Declaration of the Succession of the Crowne Imperial of England beteiligt zu sein, der den Anspruch von Lady Jane Grey auf den Englischen Thron erhob. Nach der Anerkennung seiner Unschuld antwortete er auf einen Brief von Sir Anthony Browne, der erneut die Anrechte des Hauses von Suffolk beteuerte, zu der Lady Catherina gehörte.
In seinem Misstrauen gegen Mary Queen of Scots, den Duke of Norfolk zu heiraten, warnte er Elizabeth hinsichtlich der ernsten Konsequenzen für England. Er scheint auch die vorgeschlagene Ehe zwischen Elisabeth und Francis, Duke of Anjou missbilligt zu haben und sein Misstrauen gegenüber der Römisch-Katholischen Kirche und den Franzosen wurde durch die Bartholomäusnacht noch verstärkt. Als englischer Mann der Kirche war er unaufhörlich an kirchlichen Dingen interessiert und machte verschiedene Vorschläge zur Verbesserung der Einhaltung von kirchlicher Lehrmeinung und Disziplin.
Er starb am 20. Februar 1579 und wurde in der St Paul’s Cathedral in London begraben.

## Familie und Nachkommen

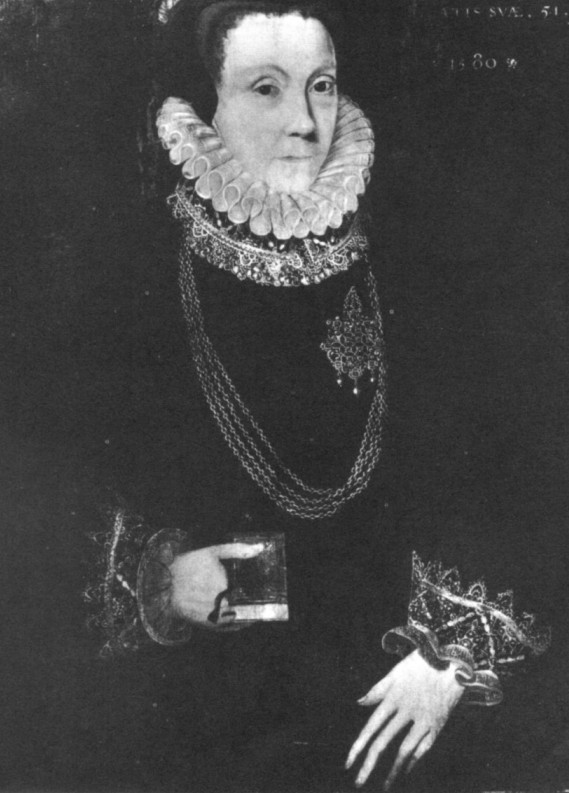
Porträt Anne Cooke Bacons, George Gower zugeschrieben

Er war zweimal verheiratet. Aus der Ehe mit seiner ersten Frau Jane Bacon einer geborenen Fernley (ca. 1518–1552), hatte Nicholas Bacon drei Söhne und drei Töchter, so Nicholas (1540–1624), Nathaniel (1550–1622) und Edward (1550–1618), Jane Bacon und zwei weitere. Sie war die Tochter eines Kaufmanns aus Suffolk. Aus seiner Ehe mit seiner zweiten Frau Anne, Tochter von Sir Anthony Cooke (1504–1576), gingen zwei Söhne, Anthony, Diplomat, und der berühmte Francis hervor.